# Xiang Shan
Xiang Shan är ett berg i Kina. Det ligger i provinsen Jiangxi, i den sydöstra delen av landet, omkring 130 kilometer söder om provinshuvudstaden Nanchang. Toppen på Xiang Shan är 1 219 meter över havet.
Xiang Shan är den högsta punkten i trakten. Runt Xiang Shan är det ganska tätbefolkat, med 199 invånare per kvadratkilometer. Närmaste större samhälle är Xiangshan, 6,9 km öster om Xiang Shan. I omgivningarna runt Xiang Shan växer i huvudsak blandskog.
Genomsnittlig årsnederbörd är 2 281 millimeter. Den regnigaste månaden är juni, med i genomsnitt 426 mm nederbörd, och den torraste är oktober, med 17 mm nederbörd.